# Aixopluc barraca de pedra en sec
L'Aixopluc barraca de pedra en sec és una obra de Godall (Montsià) inclosa a l'Inventari del Patrimoni Arquitectònic de Catalunya.

## Descripció
Aixopluc construït amb pedra seca.
El marge de contenció de les terres del bancal superior presenta una interrupció amb dues cares cantoneres i una altra endarrerida, creant un espai quadrat interior cobert amb una gran llosa.
Aquest és el sistema més senzill de crear un espai protegit del vent i les precipitacións, usat pel pagès com aixopluc.